# Torneo de Estambul
El Torneo de Estambul es un torneo de tenis de la WTA que se lleva a cabo en Estambul, Turquía. Realizado desde 2005, este evento es de clasificación WTA 250 y se juega en canchas duras al aire libre. A partir del 2009, se cambió la superficie de juego a canchas duras; previamente se disputaba sobre polvo de ladrillo (perteneciendo a la clasificación Tier III). Debido a que la ciudad fue sede del WTA Tour Championships del 2011 al 2013, el torneo no se realizó. A partir del 2014 el torneo se vuelve a realizar.

## Campeonas

### Individual
| Año       | Campeona                                   | Finalista                                  | Resultado                                  |
| --------- | ------------------------------------------ | ------------------------------------------ | ------------------------------------------ |
| 1998      | Henrieta Nagyová                           | Olga Barabanschikova                       | 6-4, 3-6, 7-6                              |
| 2005      | Venus Williams                             | Nicole Vaidišová                           | 6-3, 6-2                                   |
| 2006      | Shahar Peer                                | Anastasia Myskina                          | 1-6, 6-3, 7-6(3)                           |
| 2007      | Yelena Dementieva                          | Aravane Rezaï                              | 7-6(5), 3-0, ret.                          |
| 2008      | Agnieszka Radwańska                        | Yelena Dementieva                          | 6-3, 6-2                                   |
| 2009      | Vera Dushevina                             | Lucie Hradecká                             | 6-0, 6-1                                   |
| 2010      | Anastasiya Pavliuchenkova                  | Yelena Vesnina                             | 5-7, 7-5, 6-4                              |
| 2011-2013 | No celebrado por el WTA Tour Championships | No celebrado por el WTA Tour Championships | No celebrado por el WTA Tour Championships |
| 2014      | Caroline Wozniacki                         | Roberta Vinci                              | 6-1, 6-1                                   |
| 2015      | Lesia Tsurenko                             | Urszula Radwańska                          | 7-5, 6-1                                   |
| 2016      | Çağla Büyükakçay                           | Danka Kovinić                              | 3-6, 6-2, 6-3                              |
| 2017      | Elina Svitólina                            | Elise Mertens                              | 6-2, 6-4                                   |
| 2018      | Pauline Parmentier                         | Polona Hercog                              | 6-4, 3-6, 6-3                              |
| 2019      | Petra Martić                               | Markéta Vondroušová                        | 1-6, 6-4, 6-1                              |
| 2020      | Patricia Maria Țig                         | Eugénie Bouchard                           | 2-6, 6-1, 7-6(4)                           |
| 2021      | Sorana Cîrstea                             | Elise Mertens                              | 6-1, 7-6(3)                                |
| 2022      | Anastasia Potapova                         | Veronika Kudermétova                       | 6-3, 6-1                                   |

### Dobles
| Año       | Campeonas                                  | Finalistas                                 | Resultado                                  |
| --------- | ------------------------------------------ | ------------------------------------------ | ------------------------------------------ |
| 2005      | Marta Marrero Antonella Serra Zanetti      | Daniela Klemenschits Sandra Klemenschits   | 6-4, 6-0                                   |
| 2006      | Alona Bondarenko Anastasiya Yakimova       | Sania Mirza Alicia Molik                   | 6-2, 6-4                                   |
| 2007      | Agnieszka Radwańska Urszula Radwańska      | Yung-Jan Chan Sania Mirza                  | 6-1, 6-3                                   |
| 2008      | Jill Craybas Olga Govortsova               | Marina Erakovic Polona Hercog              | 6-1, 6-2                                   |
| 2009      | Lucie Hradecká Renata Voráčová             | Julia Görges Patty Schnyder                | 2-6, 6-3, [12-10]                          |
| 2010      | Eleni Daniilidou Jasmin Woehr              | María Kondrátieva Vladimíra Uhlířová       | 6-4, 1-6, [11-9]                           |
| 2011-2013 | No celebrado por el WTA Tour Championships | No celebrado por el WTA Tour Championships | No celebrado por el WTA Tour Championships |
| 2014      | Misaki Doi Elina Svitólina                 | Oksana Kalashnikova Paula Kania            | 6-4, 6-0                                   |
| 2015      | Daria Gavrilova Elina Svitólina            | Çağla Büyükakçay Jelena Janković           | 5-7, 6-1, [10-4]                           |
| 2016      | Andreea Mitu İpek Soylu                    | Xenia Knoll Danka Kovinić                  | w/o                                        |
| 2017      | Dalila Jakupović Nadia Kichenok            | Nicole Melichar Elise Mertens              | 7-6(6), 6-2                                |
| 2018      | Chen Liang Shuai Zhang                     | Xenia Knoll Anna Smith                     | 6-4, 6-4                                   |
| 2019      | Tímea Babos Kristina Mladenovic            | Alexa Guarachi Sabrina Santamaria          | 6-1, 6-0                                   |
| 2020      | Alexa Guarachi Desirae Krawczyk            | Ellen Perez Storm Sanders                  | 6-1, 6-3                                   |
| 2021      | Veronika Kudermétova Elise Mertens         | Nao Hibino Makoto Ninomiya                 | 6-1, 6-1                                   |
| 2022      | Marie Bouzková Sara Sorribes               | Kamila Rakhimova Natela Dzalamidze         | 6-3, 6-4                                   |